# Alkärret i Haboljung
Alkärret i Haboljung är ett kommunalt naturreservat i Lomma kommun i Skåne län.
Området är naturskyddat sedan 2015 och är 9 hektar stort. Reservatet ligger strax norr om Lomma och består av ett alkärr.